# Ново-Адмиралтейский мост
Но́во-Адмиралте́йский мост — планируемый мост через реку Неву в Санкт-Петербурге. Впервые проект обсуждался в 2008—2010 года, однако в 2011 был заморожен. Одобренный правительством города вариант расположения, после целой серии переносов, был установлен в створе 16—17-й и 18—19-й линий Васильевского острова с выходом на Ново-Адмиралтейский остров. В проекте западная проезжая часть (из города) продлевается до набережной реки Пряжки, а восточная (в город) — до Английского проспекта.

## История проекта

### 2008—2011
Идея построить Ново-Адмиралтейский мост возникла в 1948 году и упоминается в градостроительных документах того периода: уже тогда требовалось разгрузить Благовещенский и Дворцовый мосты и в целом транспортную ситуацию Васильевского острова. В 2008-м, при губернаторе Валентине Матвиенко, Комитет по благоустройству и дорожному хозяйству Петербурга направил Институту «Стройпроект» запрос на разработку высоководного разводного моста в створе 22—23-й линий и правобережной набережной реки Мойки. «Стройпроект» рекомендовал разместить мост в створе 24-25-й линий и предложил четыре варианта конструкции, основной из них — двухпролетный мост с двумя крыльями — аналог La Porta d'Europa в Барселоне. Его разводной пролёт составлял 120 метров, высота в сведённом варианте — 14,5 м. Как подчёркивал директор института Алексей Журбин, проектировочная задача была крайне сложной из-за специфических гидрологических условий, кроме того, в установленной части Невы начинается морская навигация. Вариант «Стройпроекта» сохранял и возможность дневной навигации, и стоянки крупнотоннажных судов в ожидании развода мостов. При стоимости в 5-8 млрд рублей, власти города отвергли проект как слишком дорогой.
После этого власти города решили обратиться к проекту, который значился в Генплане 1966 года — провести мост в створе между 16-17 и 18-19 линиями Васильевского острова, через Ново-Адмиралтейский остров. Такая трассировка позволила бы водителям доезжать напрямую до проспекта КИМа острова Декабристов. Однако, в таком варианте моста возникал резкий поворот фарватера при сильном «свальном» течении, которое сносило бы с курса суда. Для проверки безопасности и удобства прохода судов в этом месте, учёные Центрального НИИ морского флота установили понтоны на точках установки опор проектируемого моста, после чего проанализировали проход 700 судов. В результате эксперимента, 124 судна прошли между «опорами» с проблемами, почти 70 % лоцманов и судоводителей назвали проход по такой трассе затруднительным и небезопасным, а дистанцию между Благовещенским и проектируемым мостом — недостаточной для предотвращения возможных аварийных ситуаций. В открытом письме губернатору петербургские моряки требовали отменить проект, который, по их мнению, создал бы «беспрецедентный риск аварийности речфлота». КГИОП заявил, что расположение моста напротив Горного института и набережной Лейтенанта Шмидта ставит под угрозу 11 памятников культуры федерального значения, более того, его появление приведёт к исключению Петербурга из списка всемирного наследия ЮНЕСКО. Градсовет города резко раскритиковал проект моста как крайне слабый технически, а сам Алексей Журбин рекомендовал разместить мост в створе 24-25 линий, хотя и указывал, что даже этот вариант имеет свои недостатки. Несмотря на всё это, проект согласовали, в 2011-м конкурс на реализацию выиграла компания «Пилон». На тот момент его стоимость оценивалась уже в 14 млрд рублей, в сентябре 2011 года на строительство моста Минфин выделил Петербургу 1,5 млрд рублей в виде бюджетного кредита. Работы, однако, так и не начались: Санкт-Петербургский городской суд рассмотрел иск градозащитников и признал незаконным постановление правительства о разрешении строительства, так как оно прямо нарушало Генплан и Правила землепользования и застройки. В конце 2011 года проект был заморожен по распоряжению нового губернатора Петербурга Георгия Полтавченко, выделенные деньги перенаправили на реконструкцию Приморского шоссе.

### 2021
В 2021 году при губернаторе Александре Беглове власти города вернулись к идее построить Ново-Адмиралтейский мост в створе между 16-17 и 18-19 линиями Васильевского острова. Эксперт, транспортный инженер Дмитрий Баранов в беседе с изданием «Деловой Петербург» озвучил недостатки проекта: помимо упомянутых выше проблем с безопасностью навигации, такое положение потребует уничтожить бульвары 18-19-й и 16-17-й линий и набережную с причалом, а кроме того, перенести расположенное там стратегическое предприятие — Адмиралтейские верфи, при этом эффект по разгрузке транспортной сети будет незначителен. Альтернативой для разгрузки Благовещенского моста он назвал строящуюся на тот момент развязку ЗСД в створе Шкиперского протока, улучшение транспортной связи Васильевского острова с материком также ожидалось при вводе в эксплуатацию станций «Горный институт» и «Театральная» 4-й линии метро.

### 2024
Новая волна общественного обсуждения Ново-Адмиралтейского моста началась после публикации в октябре 2023-го «Генерального плана развития Санкт-Петербурга до 2050 года». Документ предусматривает возведение в Петербурге пяти новых мостов, в том числе и Ново-Адмиралтейского.

## Комментарии
1. ↑  Примечательно, что в опубликованной в 2012 году статье Журбин приводит иные результаты натурного эксперимента, согласно которому навигационный риск проводки судов под мостом оценивается как примерно равный для других невских мостов[2].